# Ornithogalum annae-ameliae
Ornithogalum annae-ameliae är en sparrisväxtart som beskrevs av U.Müll.-doblies och D.Müll.-doblies. Ornithogalum annae-ameliae ingår i släktet stjärnlökar, och familjen sparrisväxter.
Artens utbredningsområde är Swaziland. Inga underarter finns listade i Catalogue of Life.